# Артамонов (лунный кратер)
Кратер Артамонов (лат. Artamonov) — ударный кратер на обратной стороне Луны. Название дано в честь советского конструктора ракетной техники Николая Николаевича Артамонова (1906—1965) и утверждено Международным астрономическим союзом в 1970 г. Образование кратера относится к донектарскому периоду.

## Описание кратера
Ближайшими соседями кратера являются кратер Эдисон на западе; кратер Ломоносов на западе-северо-западе; кратер Максвелл на северо-западе; кратер Ричардсон на севере-северо-западе; кратер Эспин на северо-востоке; кратер Дейч на востоке-юго-востоке; кратер Малый на юге-юго-востоке и кратер Дзевульский на юго-западе. Селенографические координаты центра кратера — 25°26′ с. ш. 103°47′ в. д. / 25,44° с. ш. 103,79° в. д., диаметр — около 60 км, глубина — 2,7 км.
Вал кратера имеет сложную форму в виде трех-четырёх соединенных кратероподобных образований. Наибольшее из этих образований находится на юге, меньшие выступают на север и северо-восток. В свою очередь от последнего образования отходит выступ в южном направлении. Высота вала над окружающей местностью составляет 1210 м, объем кратера приблизительно 3049 км³. Дно чаши кратера сравнительно ровное, заполненное базальтовой лавой и имеет меньшее альбедо, чем окружающая местность. В чаше кратера есть слабые следы светлых лучей кратера Джордано Бруно, расположенного далее на севере.
Вдоль северо-западной части вала кратера в направлении северо-запад — юго-восток протянулась цепочка кратеров Артамонова.

## Сателлитные кратеры
Отсутствуют.